# Jokela
Jokela är en tätort i Tusby kommun i landskapet Nyland i Finland. En del av tätorten, omfattande 211 invånare, ligger i Hyvinge stad.
Orten fick stor uppmärksamhet i samband med massakern på Jokelaskolan den 7 november 2007 och i samband med järnvägsolyckan i Jokela den 21 april 1996.
Jokela är även ett finskt efternamn.

## Befolkningsutveckling
| Befolkningsutvecklingen i Jokela 1960–2013                                 | Befolkningsutvecklingen i Jokela 1960–2013 | Befolkningsutvecklingen i Jokela 1960–2013 | Befolkningsutvecklingen i Jokela 1960–2013 | Befolkningsutvecklingen i Jokela 1960–2013 |
| -------------------------------------------------------------------------- | ------------------------------------------ | ------------------------------------------ | ------------------------------------------ | ------------------------------------------ |
|                                                                            |                                            |                                            |                                            |                                            |
| År                                                                         |                                            |                                            | Folkmängd                                  | Landareal (km²)                            |
| 1960                                                                       | 1960                                       |                                            | 2 797                                      | 9,75                                       |
| 1970                                                                       | 1970                                       |                                            | 3 125                                      | 9,75                                       |
| 1980                                                                       | 1980                                       |                                            | 3 000                                      | 9,3                                        |
| 2000                                                                       | 2000                                       |                                            | 4 778                                      | 7,95                                       |
| 2005                                                                       | 2005                                       |                                            | 5 954                                      | 10,9                                       |
| 2010                                                                       | 2010                                       |                                            | 5 899                                      | 8,07                                       |
| 2011                                                                       | 2011                                       |                                            | 6 144                                      | 8,81                                       |
| 2012                                                                       | 2012                                       |                                            | 6 225                                      | 8,81                                       |
| 2013                                                                       | 2013                                       |                                            | 6 160                                      | 8,81                                       |
| Anm.: 1960 och 1970 i flera kommuner. 1980 delad mellan Tusby och Hyvinge. |                                            |                                            |                                            |                                            |